# Puente Ayub
El Puente Ayub (en urdú: ایوب پل) es un puente ferroviario sobre el río Indo entre Rohri y Sukkur, en la provincia de Sindh, Pakistán. La primera piedra de este puente con un arco de acero se colocó el 9 de diciembre de 1960 y fue inaugurado por el presidente Muhammad Ayub Khan el 6 de mayo de 1962. El ingeniero consultor fue David B. Steinman.
El puente de Ayub se convirtió en el tercer puente de ferrocarril con un arco más largo del mundo y el primer puente ferroviario en el mundo en estar colgado en una espiral tirante de cable de acero.